# Zabijak (województwo śląskie)
Zabijak – wieś w Polsce położona w województwie śląskim, w powiecie myszkowskim, w gminie Koziegłowy.
W latach 1975–1998 miejscowość administracyjnie należała do województwa częstochowskiego.

## Historia
Po raz pierwszy osiedle Zabijak (dwór i karczma) pojawiło się w aktach metrykalnych parafii Koziegłówki w 1680 r. Było wtedy z pewnością częścią Pińczyc. Wizytacja kościelna z 1802 r. wymienia bowiem takie kolonie Pińczyc: Pustkowie, Huta Szklana, Zabijak i inne. Przez cały okres Księstwa Siewierskiego osiedle należało do dziedziców Pińczyc. Zabijak jako wieś leżący nad rzeką Brynicą wymieniony jest w 1900 r. Od 1903 r. należy do nowo powstałej parafii Pińczyce.